# Guasa guasa
«Guasa Guasa» es una canción interpretada por el rapero puertorriqueño Tego Calderón. No fue sencillo de algún álbum de Tego, sin embargo, gozó de gran popularidad al ser la tiraera más popular y conocida del mercado musical latino, tanta fue su popularidad que Tego decidió incluirla en su álbum de estudio debut El abayarde y hacerla como el sencillo número 10 de su álbum La versión remix tiene la colaboración de Julio Voltio y fue lanzado en el recopilatorio El Enemy de los Guasíbiri en 2004.

## Contexto
En 2002, el rapero Eddie Dee saca «En peligro de extinción» junto a Tego Calderón, con indirectas hacia artistas de Pina Records, dando inicio a una de las guerras más duras y mediáticas del reguetón. Posterior al junte, Eddie Dee, Tego, Lito y Polaco contraatacan con «Piensan» y «Bala Loca». Hasta este momento la guerra no pasa de indirectas en cada tema. Esta modalidad termina con «No me la explota», el nuevo junte de Eddie D y Tego con claras referencias a Lito & Polaco, hablando de Masacrando MC's y Mundo frío.
La respuesta no se hace esperar, y Lito en solitario responde con «Quítate la máscara», una de las mejores tiraderas del género cargada de muy buenos punchlines y un intro que se burla de «Mi Entierro» de Tego.
En medio de la guerra lirical de Tego con Lito & Polaco, la canción «Guasa Guasa». Como respuesta a Lito & Polaco, Tego Calderón decide aliarse con Julio Voltio para una remezcla que hasta el día de hoy es una de las canciones más populares del género del reguetón.
El éxito que representaron estas dos canciones, suponen un knock out para Lito y Polaco que posteriormente lanzan «Los Cerdos», y «Te Tiro Solo», temas que aunque son de muy buena calidad no podían competir con la viralización que supuso «Guasa Guasa».
Sin embargo, esta guerra continúa con el apoyo de Julio Voltio sacaron dos canciones mas como «Blin Blin» y «El Desorden» de DJ Goldy.